# 페르디난트 바이어

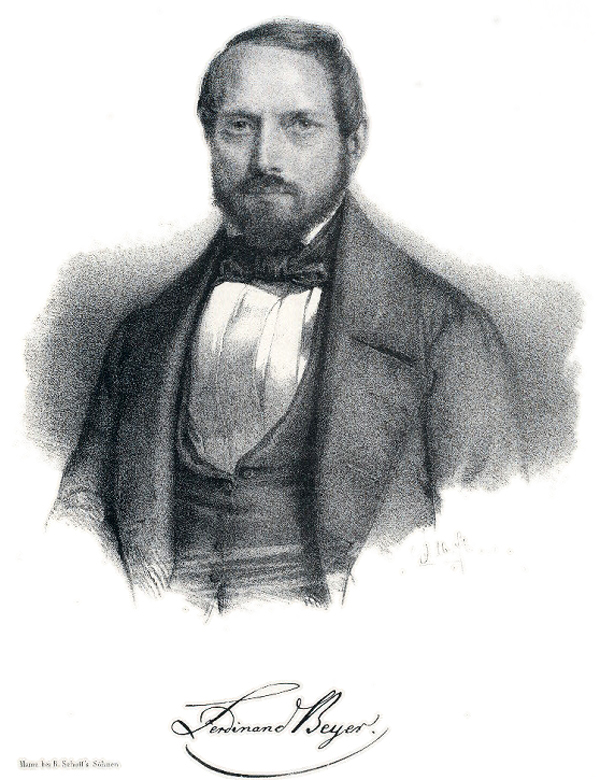

페르디난트 바이어(Ferdinand Beyer, 1803년 7월 25일 ~ 1863년 5월 14일)는 독일의 작곡가다. 피아노 교칙본 <바이엘>을 지은 사람으로 우리나라에도 잘 알려져 있다. 피아노곡, 실내악곡을 많이 작곡하였다.